# Sindacalismo fascista
Con sindacalismo fascista si intende quel settore del sindacalismo improntato sui principi della dottrina fascista del lavoro.

## Storia

Filippo Corridoni con Benito Mussolini durante una manifestazione interventista del 1915 a Milano.

### I primordi

Fontana sulla cui lapide marmorea era scolpito il discorso che Benito Mussolini pronunciò il 20 marzo 1919 presso lo stabilimento di Dalmine, in occasione dell'autogestione operaia.

Il sindacalismo fascista ha i suoi primordi nel magma del movimentismo sindacale dei primi due decenni del XX secolo: in particolare esso trova i suoi riferimenti culturali prima nella componente rivoluzionaria del sindacalismo socialista, che portò alla dirigenza del partito diversi esponenti e Benito Mussolini alla direzione dell'Avanti!, poi nelle sezioni più agguerrite del sindacalismo interventista, in particolare l'attivissima sezione milanese retta da Filippo Corridoni, nate in seno all'Unione Sindacale Italiana ma da cui saranno espulse già nel 1915, per incompatibilità con i principi antimilitaristi e antistatalisti dell'USI. Numerosi, pur con alcuni bassi, sono gli scioperi, le manifestazioni di piazza, gli scontri ed i comizi cui parteciparono Mussolini ed i dirigenti del fascismo a fianco, o anche in qualità stessa, di sindacalisti rivoluzionari.
(Filippo Corridoni a Curzio Malaparte a Milano poco prima di partire per il Carso, giugno 1915)
Un altro forte legame fu, dal 1915-1916 e fino al 1919-1920, quello con la Unione Italiana del Lavoro (UIL), da essi creata e di ispirazione sindacalista rivoluzionaria, diretta inizialmente da Edmondo Rossoni.
La nuova formazione sindacale, nel fermento dell'interventismo nei confronti della Grande Guerra, tentò di operare una prima sintesi all'interno dell'immenso magma rivoluzionario italiano, combattuto ormai da anni tra le esigenze sociali e quelle nazionaliste del popolo. In particolare si verificò una congiunzione con le teorie di imperialismo operaio di Enrico Corradini (Associazione Nazionalista Italiana) e lo sviluppo del produttivismo nazionale, grazie anche al Popolo d'Italia di Benito Mussolini, pervenendo all'idea non tanto di negare la lotta di classe per difendere gli interessi di categoria, quanto di ricomporli tutti all'interno del comune interesse superiore nazionale.
Al suo interno la UIL portava però già i sintomi di quella che fu una battaglia destinata a concludersi più tardi, durante il sindacalismo fascista vero e proprio: quella tra la visione di un sindacalismo legato all'azione politica, appoggiata principalmente da Edmondo Rossoni, e quella "indipendentista" di Alceste de Ambris.
Primo sfogo di queste evoluzioni avvenne il 16 marzo 1919 al Dalmine, dove si verificò la prima occupazione con autogestione operaia della storia italiana, organizzata dai sindacalisti rivoluzionari. Il fatto eclatante che destò scalpore fu però soprattutto la continuazione della produzione, d'accordo con l'ottica produttivista che aveva acquisito il movimento: gli operai autorganizzati continuarono infatti il lavoro, issando sulla fabbrica il tricolore nazionale.
Due giorni dopo lo stesso Mussolini fu in visita agli stabilimenti:
(Benito Mussolini, Discorso del Dalmine, 20 marzo 1919, in "Tutti i discorsi - anno 1919")
In un primo momento la posizione di De Ambris e della sua UIL fu la più apprezzata da Mussolini, aprendo nel periodo 1919-1920 una forte convergenza tra i due, con il secondo che sostenne apertamente la UIL dalle colonne de Il Popolo d'Italia ed il primo che dette un apporto considerevole al programma dei Fasci Italiani di Combattimento, costituiti il 23 marzo 1919 e dai quali prenderà spunto il fascismo durante la fase governativa.

### Il nucleo iniziale

Benito Mussolini a Dalmine con gli operai dello stabilimento autogestito.

Dino Grandi.

È da questo connubio che, infatti, si costituisce in maniera strutturata il sindacalismo fascista, i cui protagonisti, dapprima immersi nei movimenti sindacalisti di varia estrazione sopra descritti, andarono a creare l'ossatura del nuovo movimento insieme agli interventisti futuristi, ad Arditi e reduci di guerra, nazionalisti e squadristi.
Fra i maggiori esponenti di questo "sindacalismo squadrista", che affiancò i sindacalisti "puri", a cavallo tra gli anni dieci e venti Italo Balbo, Michele Bianchi, Gino Baroncini ma, soprattutto, Dino Grandi e lo squadrismo bolognese vicino agli ambienti de "L'Assalto", portatori di uno dei più genuini tratti del fascismo di sinistra, basato particolarmente (a Bologna) sulle rivendicazioni contadine, l'allargamento della piccola proprietà agricola ed al concetto de "la terra a chi la lavora".
Alla fine del 1920 l'armonia tra sindacalismo rivoluzionario e fascismo sansepolcrista si spezzò quando, in conseguenza della grave sconfitta elettorale della fine del 1919, Mussolini operò la strategia della virata a destra per aprirsi maggiori spazi politici e, staccandoli dalla UIL, creò i Sindacati economici, che nel gennaio 1922 diventeranno poi la Confederazione nazionale delle corporazioni sindacali fasciste dirette da Rossoni.
La crisi tra i due movimenti si attuò essenzialmente sul nodo della concezione del rapporto tra economia e politica. Da una parte il fascismo, che riteneva fondamentale che ogni dinamica attraverso la nazione sia controllata dallo Stato, dall'altra i sindacalisti rivoluzionari, che vedevano questa posizione come antitetica ai propri canoni libertari ed autonomisti, concependo la nazione come identità e sostanza storica di un popolo, ma lo Stato come sistema di potere di una classe esclusiva.
(Tullio Masotti)

### Rossoni e la Confederazione nazionale delle corporazioni sindacali fasciste

Edmondo Rossoni.

I quadrumviri e Benito Mussolini (da sinistra a destra: Emilio De Bono, Michele Bianchi, Mussolini, Cesare Maria De Vecchi e Italo Balbo). Il primo, il terzo ed il quinto furono sindacalisti.

Nel gennaio 1922 si tenne il  I Convegno sindacale di Bologna, in cui si scontrarono le due visioni principali, già emerse in passato, riguardanti il grado di dipendenza dei sindacati nei confronti della politica e, in questo caso, del neocostituito Partito Nazionale Fascista (PNF). Si scontrarono quindi la visione "autonomista" di Edmondo Rossoni e di Dino Grandi e quella "politica" di Massimo Rocca e Michele Bianchi, tra le quali sarà vincente la seconda.
A Bologna vennero inoltre affermati i principi basilari della politica corporativa, con la conferma del superamento della lotta di classe nei confronti della collaborazione e dell'interesse nazionale su quello individuale o di settore, e la nascita della Confederazione nazionale delle corporazioni sindacali, una nuova formazione antisocialista ed anticattolica, costituita nella forma di sindacati autonomi formati da cinque Corporazioni suddivise per categorie lavorative e non ancora (lo saranno nel 1934) sindacati misti lavoratori-datori di lavoro. Come nel sindacalismo rivoluzionario, inoltre, le corporazioni dovevano riunire tutte le attività professionali che identificavano la loro "elevazione morale e economica (...) con il dovere imprescindibile del cittadino verso la Nazione".
(Articolo 4 della Carta dei principi delle corporazioni)
Sulla Confederazione si svilupparono polemiche anche negli ambienti del sindacalismo internazionale: la sinistra operaia internazionale, in sede di Organizzazione internazionale del lavoro (ILO), contestava il titolo alla rappresentanza operaia alle corporazioni fasciste e, quindi, la possibilità di partecipare all'assemblea. La polemica non venne però accettata, e l'ILO permise alle Corporazioni di partecipare alle sedute senza interruzioni nel rinnovo del mandato.
In sede congressuale Rossoni dichiarò l'esistenza di una linea di continuità tra il sindacalismo rivoluzionario, il sindacalismo fascista ed il corporativismo: per il sindacalismo fascista, infatti, l'ultimo era legato al primo sia per il comune intendimento del concetto di "rivoluzione" che, al di là dell'aspetto della rivolta popolare, in ambito lavorativo ritenevano rivestisse il significato di "sopravvento di superiori capacità produttive"; inoltre, ugualmente, avevano l'obbiettivo di innalzare il "proletario" (nell'accezione negativa del termine) al rango di "lavoratore" inserito a pieno titolo nella vita nazionale.
(Edmondo Rossoni, 18 gennaio 1926, Congresso dei Sindacati intellettuali fascisti.)
Nei mesi successivi, in concomitanza con il termine del biennio rosso e l'avanzata dell'offensiva militare del fascismo imperniata sulle squadre d'azione, ebbe luogo lo sfondamento politico in campo sindacale, con il passaggio di interi settori operai dalle strutture del Partito Socialista Italiano e della CGdL al fascismo. Tanto che, nell'estate del 1922, la Confederazione nazionale delle corporazioni sindacali contava 800.000 iscritti. Ciò evidenziava il successo dei progetti di Rossoni, che aveva pensato di creare da una parte una base contadina potente ed affidabile che appoggiasse e facesse da riserva strategica allo squadrismo, dall'altra di fare del sindacalismo una delle pietre angolari dello Stato fascista.
Con la Marcia su Roma, l'affermazione del sindacalismo fascista fu quasi definitiva e l'inizio della costruzione del nuovo Stato portò quindi una relativa tranquillità nell'ambiente del sindacalismo stesso che, con il termine degli scontri e delle tensioni politiche, poté incentrarsi sul proprio sviluppo culturale e la propria evoluzione politica. Emondo Rossoni così ne spiega definizione e scopo principale:
(Edmondo Rossoni, La Marcia su Roma e il compito dei sindacati, Napoli, 1922)
Caratteristiche principali, che evidenziavano la differenza del sindacalismo fascista rispetto a quello socialista, furono anche la mancanza di dogmatismo, teologismo e perseguimento di finalità remote, come ad esempio il prefiggersi in anticipo un determinato tipo di obbiettivo finale, come il tipo di economia da instaurare, ma tentando sempre di adeguarsi alla realtà del mondo.
Questo clima non portò fine al dibattito interno, che anzi aumentò decisamente, tanto che gli stessi vecchi sindacalisti rivoluzionari come Edmondo Rossoni, Agostino Lanzillo, Sergio Panunzio e Angelo Oliviero Olivetti, discutevano e si dividevano spesso e volentieri tra loro. In tutti però un'evoluzione era avvenuta: il sindacalismo non era più considerato propulsore del libero mercato ma, aderendo al concetto di nazione come unità organica d'intenti, ritenevano che il sindacato - come gli imprenditori - dovesse trovare il suo limite nel superiore interesse della patria, rigettando il concetto di libero mercato stesso e giungendo al tal punto da definire che "la nazione è il più grande sindacato".

### Le prime forti tensioni con i conservatori ed il padronato

Roberto Farinacci nel 1925.

Renato Ricci con la sua squadra d'azione carrarese impegnata a S. Terenzio nello sgombero delle macerie del forte di Falconara 1922

Immediatamente dopo l'apice della Marcia su Roma si accese però lo scontro tra il fascismo di sinistra ed i settori più conservatori dello Stato. Tra il 1921 ed il 1923 avvennero alcuni episodi chiave:
- la creazione dei gruppi di competenza,[31] da parte di Massimo Rocca, limitanti lo spazio sindacale della Confederazione nazionale delle corporazioni sindacali[32];
- il tentativo di bloccare il corporativismo da parte di Confindustria e Confagricoltura, contrapposti alla minaccia di Rossoni di assalti, scontri ed occupazione delle fabbriche da parte dei lavoratori fascisti[32];
- l'appoggio diretto al sindacalismo fascista da parte di tutta la sinistra fascista nazionale, compresi Michele Bianchi e Roberto Farinacci[33];
- il lancio del sindacalismo integrale (1923) da parte di Rossoni, che puntava ad inglobare nelle corporazioni Confindustria e Confagricoltura (ossia le rappresentanze sindacali dei datori di lavoro)[34];
- la creazione della Federazione italiana dei sindacati agricoltori (FISA) e della Corporazione dell'Industria e del Commercio da parte di Rossoni;
- i primi tentativi di trasformare le organizzazioni sindacali da associazioni di fatto in organi di diritto pubblico da parte di Armando Casalini[35];
- il patto siglato tra Confederazione nazionale delle corporazioni sindacali e Confindustria nel dicembre del 1923 a Palazzo Chigi, in ottica di limitazione dei conflitti di classe[13].

(Edmondo Rossoni, adunata al Teatro Regio di Torino, 16 gennaio 1926)
In questo periodo di tensioni tra industriali e sindacati fascisti, difficile per l'attecchimento della collaborazione di classe vagheggiata dal fascismo per il mondo del lavoro, assurgono agli onori del sindacalismo fascista le personalità di Mario Gianpaoli, sindacalista e federale del PNF di Milano, e di Domenico Bagnasco, segretario dei sindacati fascisti di Torino. Organizzatore e combattente di piazza, Bagnasco fu deciso a prendere di petto gli industriali, accusando il padronato di "spietata intransigenza antioperaia". Spesso i sindacalisti fascisti di questo periodo pagarono con la fine della propria carriera politica l'attivismo sfrenato, a causa di un fascismo ancora non abbastanza forte da poter far fronte ad uno scontro con la grande industria, appoggiata dai molti uomini del precedente regime ancora posizionati nelle istituzioni dello Stato. Essi ebbero però il merito di infondere risolutezza in molti sindacalisti di periferia.

### La seconda fase del sindacalismo fascista

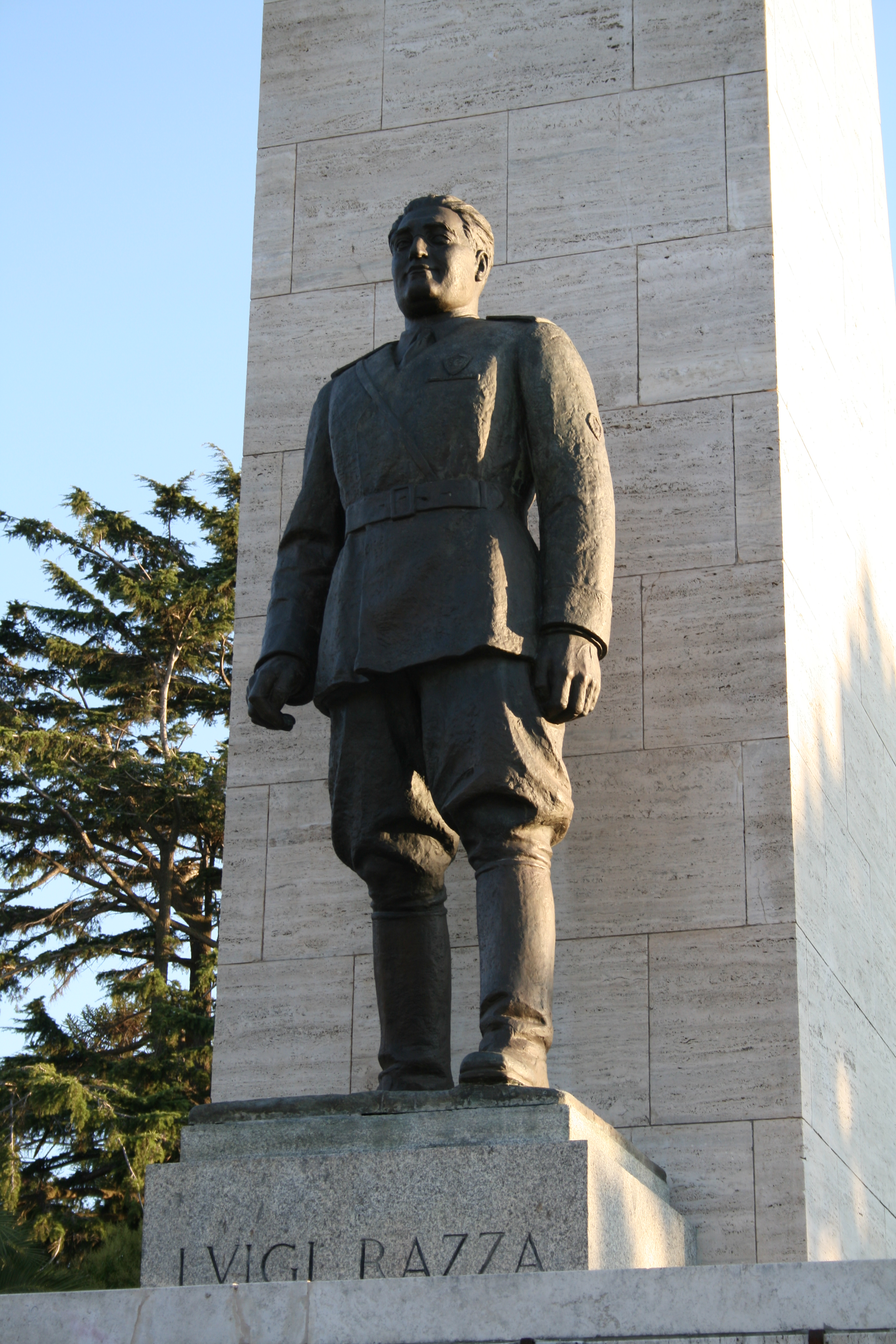
Monumento a Luigi Razza.

Si entra quindi in quella che viene chiamata "la seconda fase del sindacalismo fascista", durante la quale il sindacalismo e tutte le componenti della sinistra fascista tornarono all'attivismo ed alla tensione del periodo rivoluzionario. Sergio Panunzio ricominciò a tuonare a favore della ripresa dell'anima rivoluzionaria del fascismo e del recupero del programma del '19, esprimendosi per la creazione di una Camera sindacale e del lavoro e di un Senato politico.
Nel febbraio 1924 cadde la Confagricoltura, inglobata dalla fascista Federazione italiana sindacati agricoli, riunendo in un'unica corporazione i lavoratori con i grandi e piccoli proprietari agricoli.
Il nuovo spostamento a sinistra dello schieramento fascista, questa volta apertamente appoggiato da Mussolini stesso, portò ad un conseguente irrigidimento degli industriali sulle tradizionali posizioni reazionarie, decretando l'inizio di un'escalation. Si verificò quindi anche la ripresa militante dello squadrismo in appoggio all'azione sindacale fascista, dando luogo ad un'ondata di scioperi su tutto il territorio nazionale, i più infuocati dei quali in Valdarno, Lunigiana e ad Orbetello.
In Valdarno lo sciopero venne organizzato dal dirigente Bramante Cucini, seguace di Sergio Panunzio, e finanziato direttamente dai Comuni amministrati dal Partito Nazionale Fascista e da uno stanziamento apposito del Direttorio generale del PNF, con la pubblica approvazione di Mussolini. Al termine dello sciopero si ebbe perfino la nomina statale di una commissione straordinaria di lavoratori per gestire le miniere, destando comprensibile spavento tra il padronato.
Nel novembre del 1924 si tenne a Roma il II Congresso nazionale delle corporazioni. Qui venne messa momentaneamente da parte la strada della collaborazione di classe, per riprendere quella della lotta in difesa dell'unità dei lavoratori e dell'istituzionalizzazione delle corporazioni, quest'ultimo aspetto chiesto a gran voce durante tutto il congresso dalla maggioranza degli esponenti, soprattutto quelli rappresentanti i sindacati agricoli provinciali, come Mario Racheli.
(Edmondo Rossoni, intervento al II Congresso nazionale delle corporazioni.)
In questo quadro ha luogo, come in altri casi era avvenuto, un'avversione crescente nei confronti dell'inerzia e dell'inattivismo di Mussolini verso la situazione generale, legato alla fase ed alle operazioni di consolidamento del potere del fascismo all'interno della formazione statale. Ciò generò, in diversi casi, il concepimento e la presa di decisioni autonome da parte dei capisquadra, dei leader sindacali e dell'ala movimentista e la messa in evidenza della natura anticapitalista che permeava il fascismo provinciale nei confronti di quello cittadino, dove il movimentismo si scontrava coi circoli conservatori. Questa natura emerse visibilmente e prepotentemente con lo sciopero carrarese organizzato da Renato Ricci, capo delle squadre d'azione della Lunigiana. In tale frangente lo sciopero fascista (autunno-inverno del 1924) portò ad una radicalizzazione estrema dello scontro con "i baroni del marmo", imperanti nel carrarese, da portare all'occupazione ed all'autogestione delle cave e delle industrie di lavorazione, ma soprattutto (dato che lo sciopero non si risolse con una vera e propria vittoria) a divenire una delle cause fondamentali della nascita di una corrente di dissidenti all'interno del fascismo "ufficiale".
Il 3 gennaio 1925 ha luogo il discorso alla Camera con cui Mussolini si prende carico della responsabilità politica della vicenda Matteotti.
L'8 gennaio il Direttorio delle corporazioni e quello del Partito Nazionale Fascista si riuniscono congiuntamente studiando una serie di problemi da risolvere per valorizzare il ruolo delle classi lavoratrici ed il loro inserimento a pieno titolo nella vita nazionale, producendo poi un ordine del giorno in cui si autorizzavano i sindacati fascisti a ricorrere alla "lotta economica" contro industriali e capitalisti, rei di "colpevole incomprensione" dei fini e della prospettiva sociale e nazionale del fascismo. Ciò determina, insieme all'entusiasmo per l'intransigenza insita nel discorso di Mussolini, l'instaurazione di un clima da "seconda ondata", rimettendo nuovamente in moto la rivoluzione da sinistra e accendendo nuovamente l'entusiasmo del fascismo movimentista.
Nel marzo del 1925 avviene quindi l'ultima grande azione di forza della Confederazione nazionale delle corporazioni sindacali, che scavalcò le vertenze sindacali in corso tra la O.M. di Brescia e la FIOM indicendo uno sciopero a sorpresa, scatenato da una serie di multe e licenziamenti inflitti agli operai fascisti che, per protesta, abbandonarono i posti di lavoro.
Le agitazioni ottennero l'appoggio di Roberto Farinacci, in quel periodo segretario nazionale del Partito, e, di contrasto, gli appelli alla moderazione di Mussolini, che consigliò cautela a Rossoni per non ripetere le vittorie di Pirro degli scioperi valdarnesi e carraresi.
Le agitazioni dei metallurgici riuscirono però ad allargarsi fino a Milano, dove gli operai socialisti e comunisti vennero invitati ad aderire; le attività di contestazione cominciarono poi ad interessare anche carovita ed altri argomenti, estendendosi a tutta la Lombardia ed assumendo, soprattutto con il sindacalfascista Luigi Razza caratteri indipendenti dal governo e di aperta minaccia e violenza nei confronti degli industriali, terrorizzati dalla possibilità di combinazioni politiche unitarie impreviste.
Dopo lunghe trattative le agitazioni rientrarono, decretando un grosso insuccesso per gli industriali, che dovettero fare buone concessioni, sebbene non totali, agli operai tramite i sindacati fascisti, e l'emarginazione completa della FIOM, i cui rappresentati si spostarono in massa nelle Corporazioni.
(Benito Mussolini, Fascismo e sindacalismo, a seguito degli scioperi metallurgici organizzati dai sindacati fascisti in Nord Italia)
Altro commento che rivela il momento infuocato fu quello di Corradini, sindacalista nazionale:
(Enrico Corradini, su Il Popolo d'Italia)

### La trasformazione in organi di diritto pubblico

Edmondo Rossoni in Piazza del Popolo (Roma) annuncia la promulgazione della Carta del Lavoro.

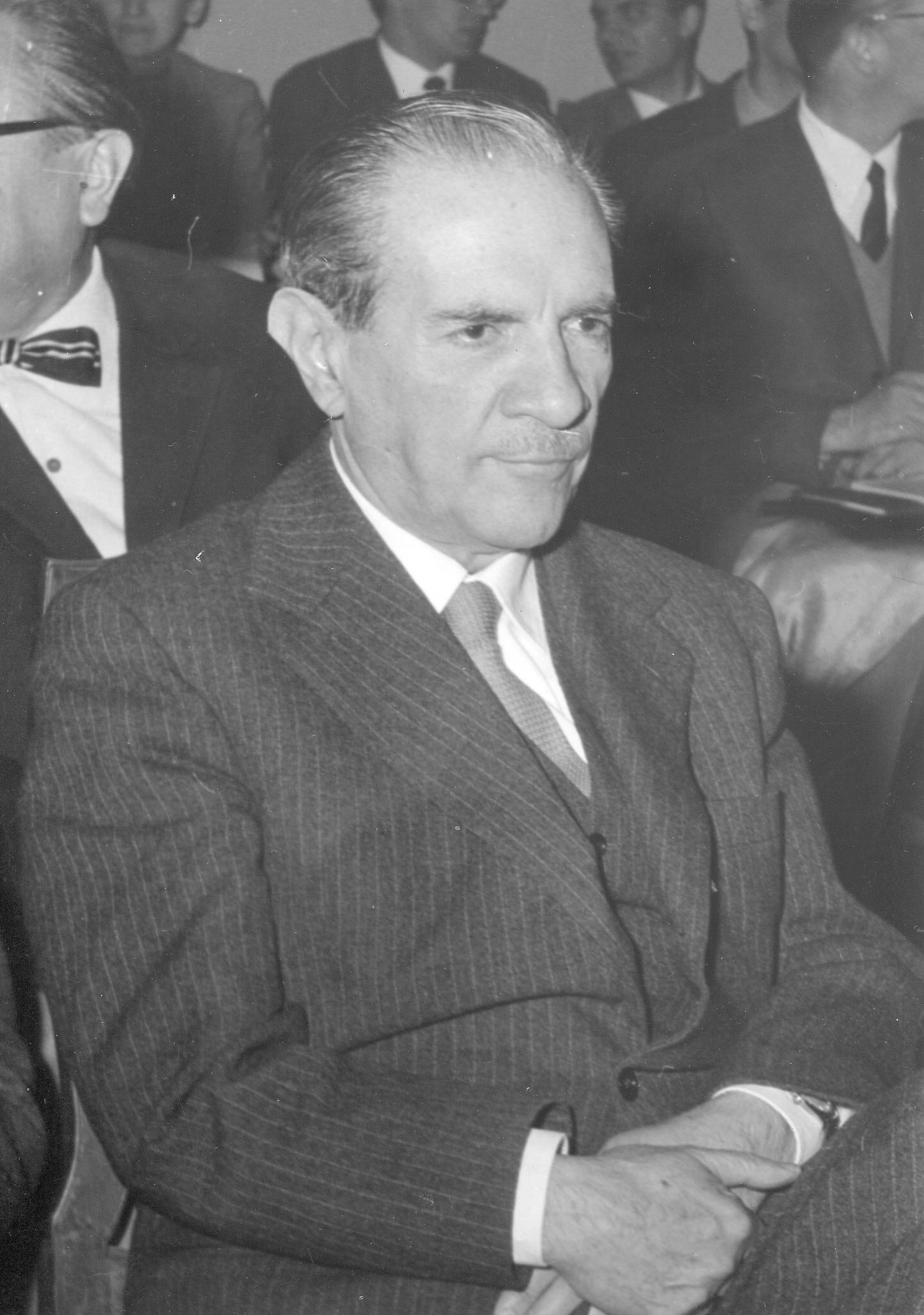
Ugo Spirito.

La conseguenza principale di questi avvenimenti furono però gli accordi di Palazzo Vidoni (2 ottobre 1925), in cui venne riconosciuto dalla Confederazione nazionale delle corporazioni sindacali e da Confindustria la reciproca esclusività di rappresentanza di lavoratori e datori di lavoro, con l'impegno al conseguimento prioritario dell'interesse nazionale.
Va però evidenziata soprattutto la legge del 3 aprile 1926: con questa legge vennero infatti, tra l'altro, realizzata l'istituzionalizzazione dei sindacati fascisti e legalizzato il loro monopolio per la rappresentanza dei lavoratori con la nascita della contrattazione collettiva del lavoro. Ciò andava a significare che le Corporazioni divennero organi di diritto pubblico dell'amministrazione statale, con "funzioni di conciliazione, di coordinamento ed organizzazione della produzione". All'interno di questa legge era inoltre presente l'articolo 42, che prevedeva una direzione comune tra le associazioni di categoria delle due parti, contenendo in nuce il progetto corporativo a sindacato misto che verrà realizzato negli anni trenta.
Dopo questa vittoria, per Rossoni si ebbe la redazione della Carta del Lavoro (1927), testo fondamentale della politica sociale fascista in ottica di eliminazione della dicotomia tra le classi sociali ma, dall'anno successivo, con Farinacci non più alla segreteria nazionale del PNF, ebbero sfogo gli attacchi alla Conferenza nazionale delle corporazioni sindacali, che venne smembrata dai circoli conservatori (novembre 1928), capeggiati da Giuseppe Bottai (sottosegretario al Ministero delle corporazioni) ed Augusto Turati (nuovo segretario del partito), in sei separate confederazioni di sindacati, facendo diminuire il potere contrattuale dell'organismo, disperdendolo in strutture più piccole e limitate.

### Il secondo Convegno di Studi sindacali e corporativi
Nel periodo che intercorse da questo momento alla legge del 5 febbraio 1934, istitutiva delle corporazioni, si ebbe uno blocco totale dell'azione nel settore, in cui intervenne positivamente soltanto il II Convegno di Studi sindacali e corporativi, tenutosi a Ferrara nel maggio del 1932, nel quale emerse il concetto di corporazione proprietaria proposta da Ugo Spirito, nei confronti della quale il sindacalismo fascista si trovò su posizioni contrastanti a causa di un arroccamento di tipo ideologico: rimasti su posizioni classiste nel passaggio dal socialismo eterodosso al fascismo, molti degli esponenti pre-rivoluzionari del sindacalismo fascista (Lanzillo, Giampaoli, Bagnasco, ecc.) videro il progetto di annullare il sindacalismo nel corporativismo come un progetto reazionario, rimanendo ancorati alla concezione della lotta di classe come uno scontro benefico per gli interessi individuali e nazionali.
L'incapacità di accettare la proposta di Spirito da parte dei primi sindacalisti fascisti, ma anche i "nuovi" come Luigi Razza e Pietro Capoferri, fu dovuta quindi essenzialmente al rigetto totale della visione statalista che andava formandosi nel fascismo ed al cui finalismo erano sempre stati avversi: per loro "la corporazione è il sindacato, e dire Stato corporativo è come dire Stato sindacale"

### L'esaurimento del sindacalismo fascista nelle Corporazioni

Sede dell'Opera Nazionale Dopolavoro.

Nel 1934 viene approvata la creazione dello Stato corporativo che, con le nomine dall'alto al posto delle cariche elettive e l'abolizione (fino al 1939) del fiduciario di fabbrica, aveva dato tra l'altro alle corporazioni, divenute veri e propri sindacati formati dai rappresentanti dei lavoratori e dei datori di lavoro ed istituzionalizzati nello Stato, la facoltà di stipulare i contratti collettivi di lavoro.
In ogni caso il cambiamento di assetto istituzionale e la rivoluzione nel mondo del lavoro, non pregiudicarono i risultati effettivi che il sindacalismo fascista aveva ottenuto negli anni. Tra le più importanti si possono elencare:
- ferie pagate;
- indennità di licenziamento;
- conservazione del posto in caso di malattia;
- divieto di licenziamento in caso di maternità;
- assegni familiari;
- diffusione delle casse mutue aziendali;
- assistenza sociale dell'Opera Nazionale Dopolavoro (ad es. centri ricreativi, viaggi collettivi a prezzo simbolico, manifestazioni teatrali, etc).[50]

Il 21 aprile 1930 fu Mussolini stesso a rivendicare alle corporazioni la funzione di esaurire in sé il compito del sindacalismo fascista, superando ed andando oltre al sindacalismo stesso, inserendosi nel solco della Rivoluzione continua:
(Benito Mussolini, discorso inaugurale del Consiglio Nazionale delle corporazioni)

## Maggiori esponenti ed ispiratori
- Filippo Corridoni
- Enrico Corradini
- Alceste de Ambris
- Sergio Panunzio
- Angelo Oliviero Olivetti
- Ottavio Dinale
- Agostino Lanzillo
- Dino Grandi
- Luigi Fontanelli
- Riccardo Del Giudice

- Michele Bianchi
- Gino Baroncini
- Tullio Cianetti
- Edmondo Rossoni
- Luigi Razza
- Mario Racheli
- Domenico Bagnasco
- Bramante Cucini
- Pietro Capoferri
- Giuseppe Landi
- Alcide Aimi

## Riviste
- La Stirpe
- Il Lavoro Fascista (poi organo ufficiale del Partito Fascista Repubblicano)
- Il Lavoro d'Italia
- Cultura Sindacale
- Rivista del Lavoro
- L'Idea Sindacalista
- Il Lavoro
- I Problemi del Lavoro

### Testi in lingua italiana
- AA. VV., Uomini e volti del fascismo, Bulzoni, Roma, 1980.
- Critica Fascista, antologia a cura di De Rosa e Malgeri, Landi, San Giovanni Valdarno, 1980.
- Alberto Aquarone, La politica sindacale del fascismo.
- Alberto Aquarone e Maurizio Vernassa (a cura di), Il regime fascista, Il Mulino, Bologna, 1974.
- Alberto Aquarone, L'organizzazione dello Stato totalitario, Einaudi, Torino, 1965.
- R. Allio, La polemica Joubaux-Rossoni e la rappresentanza delle Corporazioni fasciste nell'ILO, "Storia contemporanea", Bologna, 1973.
- Annali della Fondazione Giangiacomo Feltrinelli, Marginalismo e socialismo nell'Italia liberale (1870-1925), Feltrinelli, Milano, 2001.
- Giorgio Bocca, Mussolini socialfascista, Garzanti, Milano, 1983.
- Giorgio Alberto Chiurco, Storia della rivoluzione fascista, Vallecchi, Firenze.
- Ferdinando Cordova, Le origini dei sindacati fascisti, Roma e Bari, 1974; ristampa Firenze, La Nuova Italia, 1990. ISBN 88-221-0774-8
- Renzo De Felice, Mussolini il fascista. Vol. 1: La conquista del potere. 1921-1925, Torino, Einaudi, 2005.
- Renzo De Felice, Mussolini il fascista. Vol. 2: L'organizzazione dello Stato fascista (1925-1929), Torino, Einaudi, 2008.
- Renzo De Felice, Mussolini il rivoluzionario, Torino, Einaudi, 2005.
- Renzo De Felice, Autobiografia del fascismo. Antologia di testi fascisti, 1919-1945, Bergamo, Minerva italica, 1978.
- Emilio Gentile, Le origini dell'ideologia fascista, Laterza, Bari. 1975.
- Ivano Granata, La nascita del sindacato fascista. L'esperienza di Milano, De Donato, Bari, 1981.
- Silvio Lanaro, Appunti sul fascismo di sinistra - La dottrina corporativa di Ugo Spirito, Firenze, in Belfagor, anno XXVI, 1971.
- Adrian Lyttelton, La conquista del potere. Il fascismo dal 1919 al 1929, Laterza, Bari, 1974.
- Giuseppe Parlato, La sinistra fascista: storia di un progetto mancato, Il Mulino, 2008.
- Giuseppe Parlato, Ugo Spirito e il sindacalismo fascista, in AA. VV., Il pensiero di Ugo Spirito, vol. 1, Istituto dell'Enciclopedia Italiana, Roma, 1988.
- Giuseppe Parlato, Il sindacalismo fascista. Dalla grande crisi alla caduta del regime (1930-1943), vol. 2, Bonacci, Roma, 1989.
- Francesco Perfetti, Il sindacalismo fascista. Dalle origini alla vigilia dello Stato corporativo (1919-1930), vol. 1, Bonacci, Roma, 1988.
- Francesco Perfetti, Dal sindacalismo rivoluzionario al corporativismo, Bonacci, Roma, 1984.
- Italo Mario Sacco, Storia del sindacalismo, Torino, 1947.
- Gaetano Salvemini, Scritti sul fascismo, Vol. 3, Feltrinelli, 1961.
- Claudio Schwarzenberg, Il sindacalismo fascista, Mursia, Milano, 1972.
- Sandro Setta, Renato Ricci: dallo squadrismo alla Repubblica sociale italiana, Il Mulino, 1986.
- Edoardo e Duilio Susmel, Opera Omnia di Benito Mussolini, La Fenice, Firenze.
- Francesca Tacchi, Storia illustrata del fascismo, Giunti, Firenze, 2000.
- Attilio Tamaro, Venti anni di storia, Editrice Tiber, Roma, 1953.
- Simonetta Falasca Zamponi, Lo spettacolo del fascismo, Rubbettino, Roma, 2003.

### Testi in lingua straniera
- (EN)  Carmen Haider, Capital and Labour under Fascism, Columbia University Press, New York, 1930.
- (EN)  G. Lowell Field, The Syndacal and Corporative Institutions of Italian Fascism, Columbia University Press, New York, 1938.
- (EN)  David D. Roberts, The Syndacalist Tradition and Italian Fascism, University of North Carolina Press, Chapel Hill, 1979.